# Cupecuara
Cupecuara is een kevergeslacht uit de familie van de boktorren (Cerambycidae). De wetenschappelijke naam van het geslacht werd voor het eerst geldig gepubliceerd in 2009 door Santos-Silva & Tavakilian.

## Soorten
Cupecuara omvat de volgende soorten:
- Cupecuara argodi (Belon, 1896)
- Cupecuara pojuca (Martins & Galileo, 2001)
- Cupecuara soledari (Martins & Galileo, 2001)
- Cupecuara turnbowi (Hovore & Santos-Silva, 2007)